# James Watson Gerard
James Watson Gerard (New York, 1867. augusztus 25. – New York, 1951. szeptember 6.) amerikai politikus, diplomata.

## Élete

### Ifjúkora
Gerard 1867-ben született New York állam fővárosában, New Yorkban.
1890-ben végzett a Columbiai Egyetemen, majd a New York-i Jogi Akadémia hallgatója volt.

### Politikai karrierje
Politikai karrierjéről igen kevés forrás található. Ismert tette azonban, hogy a Demokrata Párt kampányát segítve nagyvonalú pénzügyi támogatást nyújtott a pártnak. Sokan gondolják, hogy ezzel nagyban hozzájárult Wilson elnök 1913-as megválasztásához. Valószínűleg ennek köszönhető, hogy az elnök a forrongó európai kontinens Németországának amerikai nagykövetévé nevezte ki Gerardot 1913-ban. Érdekesség, hogy német nagykövetté való kinevezése előtt néhány hónapig spanyol nagykövet volt.
Gerard erős ellenérzésekkel viseltetett a németek iránt.  Az 1917-es hírhedtté vált New York-i beszédében kijelentette, hogy a német külügyminiszter állítása szerint az Egyesült Államok semmit nem tud tenni Németország ellen, mert a területén több mint félmillió német tartalékos él, akik fegyvert ragadnának a kormányzat ellen amennyiben bármilyen lépést tenne Németországgal szemben. Erre válaszul Gerard közölte vele, hogy az országban félmillió - és egy - lámpaoszlop van, s ebben az esetben ide kötnék fel azokat, akik lázadni mernének.
Életének két fontosabb önéletrajzi műve maradt fenn, amelyben németországi tartózkodásának történetét mondja el.

### További élete
1917-es lemondása után néhány közéleti szereplést leszámítva a nyilvánosságtól visszavonultan élt. 1951-ben szülővárosában hunyt el, 84 éves korában. 

### Művei
- My Four Years in Germany (1917)
- Face to Face with Kaiserism (1918)

## Lásd még
- Első világháború
- Amerikai Egyesült Államok